# Mariano Ferrer Thomas
Mariano Ferrer Thomas (Sant Feliu de Guíxols, 1945) és un dissenyador industrial.
Estudia a l'Escola Eina de Barcelona. El 1971 realitza els seus primers dissenys per a Gris juntament amb Carles Riart i Bigas Luna. Treballa com a dissenyador a diverses empreses i va formar part de l'equip fundador de Mobles 114 juntament amb Josep M. Massana i Josep M. Tremoleda.
Des del 1981 estableix el seu estudi a Santa Cristina d'Aro i treballa com a dissenyador independent per a empreses i entitats com a Miscel·lània, l'Ajuntament de Sant Feliu de Guíxols o Confalonieri. Entre els seus dissenys cal destacar el Penjador Espiral (1970) en col·laboració amb Ramon Blasco, el llum Gira (1978) amb col·laboració amb Massana i Tremoleda, el faristol Faristeu (1990) o el revister Lo (1998).